# Therion giganteum
Therion giganteum là một loài tò vò trong họ Ichneumonidae.